# Back In The World
El Back In The World fue una gira europea de Paul McCartney en 2003, la primera en diez años y donde interpretó tanto canciones de The Beatles, Wings como de su carrera solista.
Tuvo invitados especiales, como por ejemplo el concierto de 24 de mayo de 2003 en la Plaza Roja de Moscú, Rusia, el mismo presidente, Vladímir Putin asistió al concierto.
El 10 de mayo se convirtió, en el primer cantante de rock/pop en cantar dentro del Coliseo, en Roma, Italia.
Al siguiente año, Paul decidió sacar un DVD (película) sobre su retorno a los principales escenarios europeos, y anunció que en 2004, realizaría otra gira, también por Europa, empezando en España y terminando en el festival de Glastonbury, en Inglaterra.

## Banda
- Paul McCartney: Voz líder, bajo, guitarra, piano.
- Rusty Anderson: Guitarras, coros.
- Brian Ray: Guitarra, bajo, coros.
- Abe Laboriel Jr.: Batería, percusión, coros.
- Paul "Wix" Wickens: Teclado, acordeón, coros.

## Fechas de la gira
Marzo:
- 25  París, Francia - Palais Omnisports De Bercy
- 28  Barcelona, España - Palau Sant Jordi
- 29  Barcelona, España - Palau Sant Jordi

Abril:
- 01  Amberes, Bélgica - Sportspaleis
- 02  Amberes, Bélgica - Sportspaleis
- 05  Sheffield, Inglaterra - Hallam Arena
- 09  Mánchester, Inglaterra - MEN Arena
- 10  Mánchester, Inglaterra - MEN Arena
- 13  Birmingham, Inglaterra - National Indoor Arena
- 14  Birmingham, Inglaterra - National Indoor Arena
- 18  Londres, Inglaterra - Earl's Court
- 19  Londres, Inglaterra - Earl's Court
- 21  Londres, Inglaterra - Earl's Court
- 22  Londres, Inglaterra - Earl's Court
- 25  Arnhem, Holanda - Gelredome
- 27  Colonia, Alemania - Köln Arena
- 28  Colonia, Alemania - Köln Arena
- 30  Hannover, Alemania - Preussag Arena

Mayo:
- 02  Copenhague, Dinamarca - Parken
- 04  Estocolmo, Suecia - Globen
- 05  Estocolmo, Suecia - Globen
- 08  Oberhausen, Alemania - Koenig Pilsener Arena
- 10  Roma, Italia - Dentro del Coliseo
- 11  Roma, Italia - Coliseo
- 14  Viena, Austria - Stadthalle
- 15  Budapest, Hungría - Budapest Arena
- 17  Múnich, Alemania - Königsplatz
- 18  Múnich, Alemania - Königsplatz
- 21  Hamburgo, Alemania - AOL Stadium
- 24  Moscú, Rusia - Plaza Roja
- 27  Dublín, Irlanda - RDS Stadium
- 29  Sheffield, Inglaterra - Hallam Arena

Junio:
- 01  Liverpool, Inglaterra

## Canciones
1. "Hello, Goodbye"
2. "Jet"
3. "All My Loving"
4. "Getting Better"
5. "Coming Up"
6. "Let Me Roll It"
7. "Lonely Road"
8. "Driving Rain"
9. "Your Loving Flame"
10. "Blackbird"
11. "Every Night"
12. "We Can Work It Out"
13. "You Never Give Me Your Money"/"Carry That Weight"
14. "The Fool on the Hill"
15. "Here Today"
16. "Something"
17. "Eleanor Rigby"
18. "Michelle"
19. "Calico Skies"
20. "Here, There, and Everywhere"
21. "Band On The Run"
22. "Back In The USSR"
23. "Maybe I'm Amazed"
24. "Let Em In"
25. "My Love"
26. "She's Leaving Home"
27. "Can't Buy Me Love"
28. "Birthday"
29. "Live and Let Die"
30. "Let It Be"
31. "Hey Jude"
32. "The Long and Winding Road"
33. "Lady Madonna"
34. "I Saw Her Standing There"
35. "Yesterday"
36. "Sgt. Pepper's Lonely Hearts Club Band" (Reprise)
37. "The End"

- Datos: Q8239347